# 1957年の日本競馬
1957年の日本競馬（1957ねんのにほんけいば）では、1957年（昭和32年）の日本競馬界についてまとめる。馬齢は旧表記で統一する。
1956年の日本競馬 - 1957年の日本競馬 - 1958年の日本競馬

## できごと

### 1月 - 3月
- 1月3日 - 有馬特例法に基づく臨時競馬を中山競馬場において8日間開催し、1,030,010,900円を売り上げる。この収益金は東京競馬場の1号新館や2号館の屋根の改修などに使われた[1]。
- 1月24日 - 中山競馬場のパトロールタワーが竣工[1]。
- 1月29日 - 日本中央競馬会理事長に酒井忠正が就任[1]。

### 4月 - 6月
- 4月6日 - 第2回京都競馬より、繋駕速歩競走にモービル・スターティングゲートが使用される[1]。
- 4月15日 - 東京競馬場のパトロールタワーが竣工[1]。
- 5月9日 - メキシコのアグアカリエンテ競馬場代表者であるアンヘロ・アレシオが日本に来訪し、同競馬場で使われている安全ヘルメットの実物見本を寄贈する[1]。
- 5月18日 - 有馬特例法に基づく臨時競馬が東京競馬場において8日間開催され、1,257,127,300円を売り上げた[1]。
- 6月30日 - 東京競馬場の厩舎の新築工事が竣工[1]。

### 7月 - 9月
- 7月31日 - 京都競馬場のパトロールタワー・監視塔の新築工事が竣工[1]。
- 8月15日 - 東京競馬場の馬診療所の新築工事が竣工[1]。
- 8月25日 - 阪神競馬場の馬診療所などの新築工事が竣工[1]。
- 9月7日 - 競馬施行規程の一部改正により、騎手安全帽を採用し、枠順による色別帽の制度が実施される[1]。
- 9月10日 - 日本中央競馬会の理事長に、酒井忠正が再任される[1]。

### 10月 - 12月
- 10月12日 - 日本中央競馬会が銀座場外発売所の土地・建物を買収する[2]。
- 10月30日 - 東京競馬場で電動式着順表示装置が竣工。中山競馬場で勝馬投票券発売集計装置施設が竣工[2]。
- 11月13日 - イギリスの騎手W・R・ジョンストンが日本中央競馬会を訪れ、東京競馬場において模範騎乗を行う[2]。
- 11月14日 - 東京競馬場1号新館（万歳館）が竣工[2]。
- 11月23日 - 中山グランプリ競走が「有馬記念」に改称される[2]。
- 12月14日 - 勝馬投票券発売票数集計表示器（トータライザー）が第8回中山競馬より使用される[2]。
- 12月25日 - 馬事公苑装蹄研究室の新築工事が竣工。阪神競馬場の監視塔の新築工事が竣工[2]。

### その他
- 12月頃 - 南関東競馬において、騎手保護帽の着用が始まる[2]。

## 競走成績

### 中央競馬の主な競走
- 第17回桜花賞（阪神競馬場・3月31日）優勝 : ミスオンワード（騎手 : 栗田勝）
- 第35回天皇賞（春）（京都競馬場・4月29日） 優勝 : キタノオー（騎手 : 勝尾竹男）
- 第17回皐月賞（中山競馬場・4月21日）優勝 : カズヨシ（騎手 : 山本勲）
- 第18回優駿牝馬（オークス）（東京競馬場・5月19日) 優勝 : ミスオンワード（騎手 : 栗田勝）
- 第24回東京優駿競走（日本ダービー）（東京競馬場・5月26日) 優勝 : ヒカルメイジ（騎手 : 蛯名武五郎）
- 第18回菊花賞（京都競馬場・11月17日） 優勝 : ラプソデー（騎手 : 矢倉義勇）
- 第36回天皇賞（秋）（東京競馬場・11月23日） 優勝 : ハクチカラ（騎手 : 保田隆芳）
- 第2回有馬記念（中山競馬場・12月22日） 優勝 : ハクチカラ（騎手 : 保田隆芳）

### 中央競馬・障害
- 第38回中山大障害（春）（中山競馬場・6月30日）優勝 : クロシオ（騎手 : 長池辰三）
- 第39回中山大障害（秋）（中山競馬場・11月18日）優勝： ヤマカブト（騎手：坂本栄三郎）

## 表彰

### 啓衆社賞
- 年度代表馬・最良5歳以上牡馬 ハクチカラ
- 最良3歳牡馬 カツラシユウホウ
- 最良3歳牝馬 ハクフジ
- 最良4歳牡馬 ヒカルメイジ
- 最良4歳牝馬 ミスオンワード
- 最良5歳以上牝馬 サールス
- 最良スプリンター ラプソデー
- 最優秀障害馬 ヤマカブト
- 最優秀アラブ セイユウ

## 誕生
この年に生まれた競走馬は1960年のクラシック世代となる。

### 競走馬
- 2月24日 - キタノオーザ
- 2月28日 - キユーピツト
- 4月13日 - ソシアルバターフライ
- 4月15日 - コダマ
- 4月16日 - スターロツチ
- 4月22日 - タカマガハラ、ホマレボシ
- 4月28日 - オンスロート
- 5月8日 - トキノキロク
- 5月18日 - シーザー
- 不明 - ヴェンチア

### 人物
- 1月11日 - 谷潔調教師（JRA）
- 1月25日 - 上原博之調教師（JRA）
- 2月3日 - 山崎尋美騎手、調教師（川崎）
- 3月25日 - 的場均騎手、調教師（JRA）
- 5月9日 - 有馬澄男騎手（兵庫）
- 6月9日 - 佐藤隆騎手（船橋）
- 7月28日 - 本間忍騎手、調教師（JRA）
- 11月4日 - 佐藤吉勝騎手、調教師（JRA）
- 11月26日 - 大江原隆騎手（JRA）

## 死去

### 人物
- 1月9日 - 有馬頼寧（日本中央競馬会理事長）[1]